# Tschechischer Fußballpokal 1993/94
Der Tschechische Fußballpokal 1993/94 (tschechisch: Pohár ČMFS 1993/94) war die erste Austragung des Fußballpokalwettbewerbs der Männer des Fußballverbandes der Tschechischen Republik. Im Endspiel setzte sich der FK Viktoria Žižkov nach Elfmeterschießen gegen den AC Sparta Prag durch. Der Sieger nahm am Europapokal der Pokalsieger teil.

## Modus und Termine
Der Wettbewerb begann am 4. August 1993 mit der Vorrunde. An der Vorrunde nahmen 26 Teams teil. Zu den 13 Gewinnern stießen in der ersten Runde weitere 83 Teams. In der zweiten Runde kamen 16 Erstligisten hinzu. In allen Runden wurde der Sieger einer Begegnung in nur jeweils einem Spiel ermittelt, es gab also kein Hin- und Rückspiel. Stand es nach 90 Minuten unentschieden, folgte sofort ein Elfmeterschießen. Diese Regelung galt nicht für das Endspiel. Das Finale fand am 13. Juni 1994 statt.
| Runde         | Datum           | Spiele | Vereine   | Neueinstiege |
| ------------- | --------------- | ------ | --------- | ------------ |
| Vorrunde      | 4. August 1993  | 13     | 125 → 112 | 26           |
| 1. Runde      | 8. August 1993  | 48     | 112 → 64  | 83           |
| 2. Runde      | 11. August 1993 | 32     | 64 → 32   | 16           |
| 3. Runde      | 25. August 1993 | 16     | 32 → 16   | –            |
| Achtelfinale  | 6. Oktober 1993 | 08     | 16 → 8    | –            |
| Viertelfinale | 27. April 1994  | 04     | 8 → 4     | –            |
| Halbfinale    | 11. Mai 1994    | 02     | 4 → 2     | –            |
| Finale        | 13. Juni 1994   | 01     | 2 → 1     | –            |
| Gesamt        |                 | 1240   |           | 1250         |

## Vorrunde

### Teilnehmende Mannschaften
16 Viertligisten, 7 Fünftligisten und 3 Sechsligisten
| Vorrundenteilnehmer | | |
| ČAFC Židenice Brno (IV) TJ Dolní Němčí (IV) TJ Slovan Jirkov (IV) TJ Spartak Kolín (IV) VTJ Kroměříž (IV) TJ Tatran Chodov (IV) TJ Sigma Lutín (IV) FK Slavia Orlová-Lutyně (IV) TJ Tatran Prachatice (IV) | TJ ČKD Kompresory Praha (IV) TJ Rudná (IV) FC TVD Slavičín (IV) FK Baník Sokolov (IV) TJ Biocel Vratimov (IV) TJ Zbrojovka Vsetín (IV) TJ Chmelařství Žatec (IV) FK Baník Albrechtice (V) Lokomotiva České Budějovice (V) | PFC Český Dub (V) TJ Kunovice (V) FSC Libuš (V) Technolen Lomnice nad Popelkou (V) SK Bělá pod Bezdězem (VI) FK SK Polanka nad Odrou (VI) TJ Sokol Šlapanice (V) Sokol Žlutice (VI) |
| IV = Divize • V = Krajský přebor • VI = I. A třída | | |

### Begegnungen der Vorrunde
| Datum                |                                    | Ergebnis        |                              |
| -------------------- | ---------------------------------- | --------------- | ---------------------------- |
| 04.08.1993 17:00 Uhr | PFC Český Dub (V)                  | 2:1             | TJ Slovan Jirkov (IV)        |
| 04.08.1993 17:00 Uhr | Sokol Žlutice (VI)                 | 2:4             | TJ Tatran Prachatice (IV)    |
| 04.08.1993 17:00 Uhr | FSC Libuš (V)                      | 2:0             | TJ Rudná (IV)                |
| 04.08.1993 17:00 Uhr | Lokomotiva České Budějovice (V)    | 2:1             | FK Baník Sokolov (IV)        |
| 04.08.1993 17:00 Uhr | SK Bělá pod Bezdězem (VI)          | 1:2             | TJ ČKD Kompresory Praha (IV) |
| 04.08.1993 17:00 Uhr | Technolen Lomnice nad Popelkou (V) | 1:0             | TJ Spartak Kolín (IV)        |
| 04.08.1993 17:00 Uhr | TJ Chmelařství Žatec (IV)          | 4:1             | TJ Tatran Chodov (IV)        |
| 04.08.1993 17:00 Uhr | FK SK Polanka nad Odrou (VI)       | 1:0             | FK Slavia Orlová-Lutyně (IV) |
| 04.08.1993 17:00 Uhr | TJ Důl 9. květen Albrechtice (V)   | 1:0             | TJ Biocel Vratimov (IV)      |
| 04.08.1993 17:00 Uhr | VTJ Kroměříž (IV)                  | 2:2 (4:3 i. E.) | TJ Sigma Lutín (IV)          |
| 04.08.1993 17:00 Uhr | TJ Sokol Šlapanice (V)             | 1:1 (4:3 i. E.) | ČAFC Židenice Brno (IV)      |
| 04.08.1993 17:00 Uhr | TJ Zbrojovka Vsetín (IV)           | 2:2 (2:3 i. E.) | FC TVD Slavičín (IV)         |
| 04.08.1993 17:00 Uhr | TJ Kunovice (V)                    | 2:2 (4:2 i. E.) | TJ Dolní Němčí (IV)          |

## 1. Runde

### Teilnehmende Mannschaften
Die 13 Sieger der Vorrunde, 16 Zweitligisten, 26 Drittligisten, weitere 39 Viertligisten und zwei Sechstligisten. Insgesamt nahmen 96 Mannschaften teil.
| Fotbalová národní liga 16 Mannschaften der 2. Liga 1993/94 | Sieger der Vorrunde die 13 Sieger der Vorrunde | weitere Teilnehmer 67 Mannschaften | weitere Teilnehmer 67 Mannschaften | weitere Teilnehmer 67 Mannschaften |
| FK Švarc Benešov (II) FK Chmel Blšany (II) FK ŽD Bohumín (II) SK Alfa Brandýs nad Labem (II) SK LeRK Brno (II) FK VP Frýdek-Místek (II) FK Baník Havířov (II) FK Sklobižu Jablonec nad Nisou (II) SK Agrox Kladno (II) FK Ostroj Opava (II) TJ Synthesia Pardubice (II) 1. FC Terrex Praha (II) FK Frydrych Teplice (II) SK TŽ Třinec (II) SK Český ráj Turnov (II) SKPP Znojmo (II) | VTJ Kroměříž (IV) TJ Tatran Prachatice (IV) TJ ČKD Kompresory Praha (IV) FC TVD Slavičín (IV) TJ Chmelařství Žatec (IV) FK Baník Albrechtice (V) Lokomotiva České Budějovice (V) PFC Český Dub (V) TJ Kunovice (V) FSC Libuš (V) Technolen Lomnice nad Popelkou (V) TJ Sokol Šlapanice (V) FK SK Polanka nad Odrou (VI) | Slavoj Kovkor Bruntál (III) SK Český Brod (III) VT Chomutov (III) FC MSA Dolní Benešov (III) SK KUNZ Hranice (III) FK Spartak Jihlava (III) VTJ Karlovy Vary (III) FK 1. máj Karviná (III) FK ČSA Karviná (III) Sparta BB Krč Praha (III) EMĚ Mělník (III) FK Slavia Mladá Boleslav (III) FK Baník Most SHD (III) TJ Náchod (III) TJ Spolana Neratovice (III) FK Český lev Neštěmice (III) FC NH Ostrava (III) FC Tatran Poštorná (III) FK PS Přerov (III) FC Portál Příbram (III) FK Jiskra Staré Město (III) FK Tábor (III) FK Trutnov (III) | SK Slovácká Slavia Uherské Hradiště (III) TJ Spartak Uherský Brod (III) FK UNEX Uničov (III) FK Armaturka Ústí n.L. (III) FC BS Vlašim (III) TJ ČKD Blansko (IV) SK Sokol Brozany (IV) 1. FC Brümmer Česká Lípa (IV) TJ Slavoj Český Krumlov (IV) FK Agria Choceň (IV) TJ Kovostroj Děčín (IV) VTJ Sigma Hodonín (IV) SK Holice (IV) TJ Důl František Horní Suchá (IV) FC Ivacar Ivančice (IV) TJ Tatra Kopřivnice (IV) TJ KŽ Králův Dvůr (IV) TJ Slavia Agro Kroměříž (IV) TJ Jiskra Kyjov (IV) TJ Slavoj Litoměřice (IV) TJ Tatran Litovel (IV) TJ Milíčeves (IV) | TJ Netolice (IV) TJ Nový Jičín (IV) TJ Tesla Pardubice (IV) FK Pelhřimov (IV) FC VTJ Písek (IV) SK Plzeň 1894 (IV) SSK Motorlet Praha (IV) SK Aritma Praha (IV) TJ Přeštice (IV) SK Prostějov (IV) SK Rakovník (IV) SK KM Ratíškovice (IV) TJ Tatra Smíchov (IV) TJ Sokol Svéradice (IV) TJ Svitavy (IV) FC Slavia Třebíč (IV) TJ Valašské Meziříčí (IV) TJ Slovan Varnsdorf (IV) FC Veselí nad Moravou (IV) TJ ŽĎAS Žďár nad Sázavou (IV) SK Spartak Hulín (VI) Rapid Liberec (VI) |
| Ligaebene in Klammern: III = ČFL bzw. MSFL • IV = Divize • V = Krajský přebor • VI = I. A třída | | | | |

### Begegnungen der 1. Runde
| Datum                |                                    | Ergebnis        |                                           |
| -------------------- | ---------------------------------- | --------------- | ----------------------------------------- |
| 04.08.1993 17:00 Uhr | SK VTJ Spartak Hulín (V)           | 1:1 (2:4 i. E.) | ASK Tatra Kopřivnice (IV)                 |
| 07.08.1993 17:00 Uhr | TJ Přeštice (IV)                   | 1:4             | FC Portal Příbram (III)                   |
| 07.08.1993 17:00 Uhr | TJ Jiskra Kyjov (IV)               | 1:3             | FK Spartak Jihlava (III)                  |
| 04.08.1993 17:00 Uhr | TJ Důl František Horní Suchá (IV)  | 2:3             | FK ČSA Karviná (III)                      |
| 07.08.1993 15:00 Uhr | SK Prostějov Fotbal (IV)           | 0:1             | FC MSA Dolní Benešov (III)                |
| 08.08.1993 17:00 Uhr | TJ Kovostroj Děčín (IV)            | 0:5             | FK Frydrych Teplice (II)                  |
| 08.08.1993 17:00 Uhr | FK Armaturka Ústí nad Labem (III)  | 4:1             | FK Chmel Blšany (II)                      |
| 08.08.1993 17:00 Uhr | TJ Slovan Varnsdorf (IV)           | 0:4             | FK Sklobižu Jablonec nad Nisou (II)       |
| 08.08.1993 17:00 Uhr | FK Litoměřice (IV)                 | 0:2             | ASK VT DIOSS Chomutov (III)               |
| 08.08.1993 17:00 Uhr | VTJ Karlovy Vary (III)             | 03:0 1          | VTJ Rapid Liberec (V)                     |
| 08.08.1993 17:00 Uhr | SK Sokol Brozany (IV)              | 3:2             | TJ Tatra Smíchov (IV)                     |
| 08.08.1993 17:00 Uhr | PFC Český Dub (V)                  | 2:2 (2:4 i. E.) | EMĚ Mělník (III)                          |
| 08.08.1993 17:00 Uhr | TJ Tatran Prachatice (IV)          | 1:1 (5:4 i. E.) | FK Baník Most SHD (III)                   |
| 08.08.1993 17:00 Uhr | 1. FC Brümmer Česká Lípa (IV)      | 1:1 (4:3 i. E.) | FK Český lev Neštěmice (III)              |
| 08.08.1993 17:00 Uhr | TJ KŽ Králův Dvůr (IV)             | 3:7             | FK Švarc Benešov (II)                     |
| 08.08.1993 17:00 Uhr | Lokomotiva České Budějovice (V)    | 0:4             | SK Alfa Brandýs nad Labem (II)            |
| 08.08.1993 17:00 Uhr | SK Spolana Neratovice (III)        | 2:3             | SK Poldi Kladno (II)                      |
| 08.08.1993 17:00 Uhr | TJ Chmelařství Žatec (IV)          | 2:2 (4:3 i. E.) | FK Tábor (III)                            |
| 08.08.1993 17:00 Uhr | TJ Slavoj Český Krumlov (IV)       | 0:0 (3:0 i. E.) | SK Aritma Prag (IV)                       |
| 08.08.1993 17:00 Uhr | TJ Sokol Svéradice (IV)            | 1:3             | FC BS Vlašim (III)                        |
| 08.08.1993 17:00 Uhr | SK Rakovník (IV)                   | 1:0             | Sparta BB Krč Praha (III)                 |
| 08.08.1993 17:00 Uhr | FSC Libuš (V)                      | 2:0             | SK Plzeň 1894 (IV)                        |
| 08.08.1993 17:00 Uhr | TJ Netolice (IV)                   | 1:4             | FC VTJ Písek (IV)                         |
| 08.08.1993 17:00 Uhr | SK Český Brod (III)                | 2:1             | 1. FC Terrex Praha (II)                   |
| 08.08.1993 17:00 Uhr | FK Trutnov (IV)                    | 1:0             | TJ Synthesia Pardubice (II)               |
| 08.08.1993 17:00 Uhr | TJ Náchod (III)                    | 4:2             | SK Český ráj Turnov (II)                  |
| 08.08.1993 17:00 Uhr | Technolen Lomnice nad Popelkou (V) | 2:1             | TJ Tesla Pardubice (IV)                   |
| 08.08.1993 17:00 Uhr | SSK Motorlet Praha (IV)            | 1:0             | FK Pelhřimov (IV)                         |
| 08.08.1993 17:00 Uhr | TJ ČKD Kompresory Praha (IV)       | 1:0             | TJ Milíčeves (IV)                         |
| 08.08.1993 17:00 Uhr | SK Holice (IV)                     | 1:3             | FK Slavia Mladá Boleslav (III)            |
| 08.08.1993 17:00 Uhr | FK Agria Choceň (IV)               | 03:1 2          | TJ Svitavy (IV)                           |
| 08.08.1993 17:00 Uhr | TJ ČKD Blansko (IV)                | 0:2             | SK LeRK Brno (II)                         |
| 08.08.1993 17:00 Uhr | SK KM Ratíškovice (IV)             | 0:1             | SKPP Znojmo (II)                          |
| 08.08.1993 17:00 Uhr | TJ Důl 9. květen Albrechtice (V)   | 1:3             | FK VP Frýdek-Místek (II)                  |
| 08.08.1993 17:00 Uhr | FC Ivacar Ivančice (IV)            | 3:2             | SK Slovácká Slavia Uherské Hradiště (III) |
| 08.08.1993 17:00 Uhr | TJ Jiskra Staré Město (III)        | 00:2 3          | FC Tatran Poštorná (III)                  |
| 08.08.1993 17:00 Uhr | VTJ Sigma Hodonín (IV)             | 3:0             | FC Slavia Třebíč (IV)                     |
| 08.08.1993 17:00 Uhr | TJ ŽĎAS Žďár nad Sázavou (IV)      | 3:1             | FC Veselí nad Moravou (IV)                |
| 08.08.1993 17:00 Uhr | FK SK Polanka nad Odrou (VI)       | 3:4             | VTJ Kroměříž (IV)                         |
| 08.08.1993 17:00 Uhr | TJ Slavia Agro Kroměříž (IV)       | 0:2             | TJ Spartak Uherský Brod (III)             |
| 08.08.1993 17:00 Uhr | FK 1. máj Karviná (III)            | 1:2             | SK Železárny Třinec (II)                  |
| 08.08.1993 17:00 Uhr | FK UNEX Uničov (III)               | 1:2             | FK Ostroj Opava (II)                      |
| 08.08.1993 17:00 Uhr | TJ Sokol Šlapanice (V)             | 2:5             | FK Baník Havířov (II)                     |
| 08.08.1993 17:00 Uhr | TJ Kunovice (V)                    | 1:3             | FK ŽD Bohumín (II)                        |
| 08.08.1993 17:00 Uhr | TJ Nový Jičín (IV)                 | 2:4             | FK PS Přerov (III)                        |
| 08.08.1993 17:00 Uhr | TJ Tatran Litovel (IV)             | 0:2             | FC TVD Slavičín (IV)                      |
| 08.08.1993 17:00 Uhr | TJ Valašské Meziříčí (IV)          | 1:3             | FC NH Ostrava (III)                       |
| 08.08.1993 17:00 Uhr | Slavoj Kovkor Bruntál (III)        | 2:1             | SK Sigma Hranice (III)                    |

## 2. Runde

### Teilnehmende Mannschaften
| Tschechische Fußballmeisterschaft 1993/94 16 Erstligisten | Sieger der 1. Runde 48 Mannschaften | Sieger der 1. Runde 48 Mannschaften | Sieger der 1. Runde 48 Mannschaften |
| FC Boby Brünn SK JČE České Budějovice SKP Union Cheb FC Petra Drnovice SKP FOMEI Hradec Králové FC Slovan WSK Liberec SK Sigma Olomouc MŽ FC Baník Ostrava Tango FC Viktoria Pilsen TJ Bohemians Prag FK Dukla Prag AC Sparta Prag SK Slavia Prag FC Kovkor Vítkovice FC Viktoria Žižkov FC Svit Zlín | SK Alfa Brandýs nad Labem (II) FK Švarc Benešov (II) FK ŽD Bohumín (II) SK LeRK Brno (II) FK Ostroj Opava (II) SK Český Brod (III) VT Chomutov (III) EMĚ Mělník (III) FK VP Frýdek-Místek (II) FK Baník Havířov (II) FK Sklobižu Jablonec nad Nisou (II) FK Frydrych Teplice (II) SK Agrox Kladno (II) SK TŽ Třinec (II) FK Spartak Jihlava (III) VTJ Karlovy Vary (III) | FK Slavia Mladá Boleslav (III) TJ Náchod (III) FC Tatran Poštorná (III) FC Portál Příbram (III) FK Trutnov (III) TJ Spartak Uherský Brod (III) FK Armaturka Ústí n.L. (III) FC BS Vlašim (III) SKPP Znojmo (II) FK PS Přerov (III) FK ČSA Karviná (III) FC NH Ostrava (III) Slavoj Kovkor Bruntál (III) FC MSA Dolní Benešov (III) FK Agria Choceň (IV) SK Sokol Brozany (IV) | 1. FC Brümmer Česká Lípa (IV) VTJ Sigma Hodonín (IV) FC Ivacar Ivančice (IV) TJ Tatra Kopřivnice (IV) VTJ Kroměříž (IV) TJ Slavoj Český Krumlov (IV) FSC Libuš (V) FC VTJ Písek (IV) Technolen Lomnice nad Popelkou (V) TJ Tatran Prachatice (IV) SSK Motorlet Praha (IV) TJ ČKD Kompresory Praha (IV) SK Rakovník (IV) FC TVD Slavičín (IV) TJ Chmelařství Žatec (IV) TJ ŽĎAS Žďár nad Sázavou (IV) |
| Ligaebene in Klammern: II = FNL • III = ČFL bzw. MSFL • IV = Divize • V = Krajský přebor | | | |

### Begegnungen der 2. Runde
| Datum                |                                    | Ergebnis        |                                     |
| -------------------- | ---------------------------------- | --------------- | ----------------------------------- |
| 11.08.1993 17:00 Uhr | ASK VT DIOSS Chomutov (III)        | 0:1             | FK Frydrych Teplice (II)            |
| 11.08.1993 17:00 Uhr | SK Sokol Brozany (IV)              | 1:1 (2:4 i. E.) | FK Armaturka Ústí nad Labem (III)   |
| 11.08.1993 17:00 Uhr | EMĚ Mělník (III)                   | 2:6             | SKP Union Cheb                      |
| 11.08.1993 17:00 Uhr | TJ Tatran Prachatice (IV)          | 1:5             | FK Sklobižu Jablonec nad Nisou (II) |
| 11.08.1993 17:00 Uhr | 1. FC Brümmer Česká Lípa (IV)      | 1:5             | FC Viktoria Pilsen                  |
| 11.08.1993 17:00 Uhr | TJ Chmelařství Žatec (IV)          | 0:3             | FK Švarc Benešov (II)               |
| 11.08.1993 17:00 Uhr | TJ Slavoj Český Krumlov (IV)       | 1:4             | SK Budweis JČE                      |
| 11.08.1993 17:00 Uhr | VTJ Kroměříž (IV)                  | 1:1 (9:8 i. E.) | FK ŽD Bohumín (II)                  |
| 11.08.1993 17:00 Uhr | TJ Spartak Uherský Brod (III)      | 0:4             | FC Boby Brünn                       |
| 11.08.1993 17:00 Uhr | FC Ivacar Ivančice (IV)            | 0:2             | FK VP Frýdek-Místek (II)            |
| 11.08.1993 17:00 Uhr | FC Tatran Poštorná (III)           | 1:1 (2:4 i. E.) | FC Svit Zlín                        |
| 11.08.1993 17:00 Uhr | FK Slavia Mladá Boleslav (III)     | 1:0             | SK LeRK Brno (II)                   |
| 11.08.1993 17:00 Uhr | FSC Libuš (V)                      | 1:1 (3:2 i. E.) | FK Dukla Prag                       |
| 11.08.1993 17:00 Uhr | FC TVD Slavičín (IV)               | 0:3             | SK Železárny Třinec (II)            |
| 11.08.1993 17:00 Uhr | VTJ Sigma Hodonín (IV)             | 0:10            | FC Baník Ostrava Tango              |
| 11.08.1993 17:00 Uhr | FC NH Ostrava (III)                | 2:1             | FK Ostroj Opava (II)                |
| 11.08.1993 17:00 Uhr | Slavoj Kovkor Bruntál (III)        | 0:11            | SK Sigma MŽ Olmütz                  |
| 11.08.1993 17:00 Uhr | Technolen Lomnice nad Popelkou (V) | 2:2 (1:3 i. E.) | SK Alfa Brandýs nad Labem (II)      |
| 11.08.1993 17:00 Uhr | SSK Motorlet Praha (IV)            | 0:3             | FC Slovan WSK Liberec               |
| 11.08.1993 17:00 Uhr | FC BS Vlašim (III)                 | 1:1 (6:5 i. E.) | SK Poldi Kladno (II)                |
| 11.08.1993 17:00 Uhr | SK Rakovník (IV)                   | 0:3             | FC Viktoria Žižkov                  |
| 11.08.1993 17:00 Uhr | FK PS Přerov (III)                 | 0:0 (2:4 i. E.) | SK Český Brod (III)                 |
| 11.08.1993 17:00 Uhr | FK ČSA Karviná (III)               | 0:11            | SKP FOMEI Hradec Králové            |
| 11.08.1993 17:00 Uhr | FC MSA Dolní Benešov (III)         | 0:4             | FK Baník Havířov (II)               |
| 11.08.1993 17:00 Uhr | TJ Tatra Kopřivnice (IV)           | 0:3             | FC Kovkor Vítkovice                 |
| 11.08.1993 17:00 Uhr | FC VTJ Písek (IV)                  | 0:4             | TJ Bohemians Prag                   |
| 11.08.1993 17:00 Uhr | FK Spartak Jihlava (III)           | 0:0 (2:4 i. E.) | SKPP Znojmo (II)                    |
| 11.08.1993 17:00 Uhr | TJ ŽĎAS Žďár nad Sázavou (IV)      | 0:5             | FC Petra Drnovice                   |
| 11.08.1993 17:00 Uhr | FC Portal Příbram (III)            | 3:0             | TJ Náchod (IV)                      |
| 11.08.1993 17:00 Uhr | TJ ČKD Kompresory Praha (IV)       | 1:13            | SK Slavia Prag                      |
| ??.08.1993           | VTJ Karlovy Vary (III)             | 1:4             | AC Sparta Prag                      |
| ??.08.1993           | FK Agria Choceň (IV)               | 1:1 (2:4 i. E.) | FK Trutnov (IV)                     |

## 3. Runde
Teilnehmer: Die 32 Sieger der 2. Runde
| Datum                |                                     | Ergebnis        |                                |
| -------------------- | ----------------------------------- | --------------- | ------------------------------ |
| 11.08.1993 17:00 Uhr | FK Armaturka Ústí nad Labem (III)   | 1:1 (5:4 i. E.) | SKP Union Cheb                 |
| 11.08.1993 17:00 Uhr | FK Sklobižu Jablonec nad Nisou (II) | 2:2 (2:3 i. E.) | FC Viktoria Pilsen             |
| 11.08.1993 17:00 Uhr | FK Švarc Benešov (II)               | 3:0             | SK Budweis JČE (I)             |
| 11.08.1993 17:00 Uhr | VTJ Kroměříž (IV)                   | 2:4             | FC Boby Brünn                  |
| 11.08.1993 17:00 Uhr | FK VP Frýdek-Místek (II)            | 2:4             | FC Svit Zlín                   |
| 11.08.1993 17:00 Uhr | FSC Libuš (V)                       | 1:0             | FK Slavia Mladá Boleslav (III) |
| 11.08.1993 17:00 Uhr | SK Železárny Třinec (II)            | 0:8             | FC Baník Ostrava Tango         |
| 11.08.1993 17:00 Uhr | FC NH Ostrava (III)                 | 1:3             | SK Sigma MŽ Olmütz             |
| 11.08.1993 17:00 Uhr | SK Alfa Brandýs nad Labem (II)      | 1:2             | FC Slovan WSK Liberec          |
| 11.08.1993 17:00 Uhr | FC BS Vlašim (III)                  | 0:4             | FK Viktoria Žižkov             |
| 11.08.1993 17:00 Uhr | SK Český Brod (III)                 | 0:0 (1:3 i. E.) | SKP FOMEI Hradec Králové       |
| 11.08.1993 17:00 Uhr | FK Baník Havířov (II)               | 0:3             | FC Kovkor Vítkovice            |
| 11.08.1993 17:00 Uhr | FK Trutnov (IV)                     | 1:1 (1:3 i. E.) | TJ Bohemians Prag              |
| 11.08.1993 17:00 Uhr | SKPP Znojmo (II)                    | 1:3             | FC Petra Drnovice              |
| 11.08.1993 17:00 Uhr | FC Portal Příbram (III)             | 1:5             | SK Slavia Praha                |
| 06.10.1993 17:00 Uhr | FK Frydrych Teplice (II)            | 1:2             | AC Sparta Praha                |

## Achtelfinale
| Datum                |                                   | Ergebnis        |                        |
| -------------------- | --------------------------------- | --------------- | ---------------------- |
| 06.10.1993 14:30 Uhr | FK Švarc Benešov (II)             | 1:2             | FC Viktoria Pilsen     |
| 06.10.1993 14:30 Uhr | FC Boby Brünn                     | 4:0             | FC Svit Zlín           |
| 06.10.1993 14:30 Uhr | FSC Libuš (V)                     | 0:1             | FC Baník Ostrava Tango |
| 06.10.1993 14:30 Uhr | FC Slovan WSK Liberec             | 0:1             | SK Sigma MŽ Olmütz     |
| 06.10.1993 14:30 Uhr | SKP FOMEI Hradec Králové          | 0:1             | FK Viktoria Žižkov     |
| 06.10.1993 14:30 Uhr | TJ Bohemians Prag                 | 0:0 (6:5 i. E.) | FC Kovkor Vítkovice    |
| 06.10.1993 14:30 Uhr | SK Slavia Praha                   | 6:1             | FC Petra Drnovice      |
| 31.03.1994           | FK Armaturka Ústí nad Labem (III) | 0:7             | AC Sparta Praha        |

## Viertelfinale
| Datum                |                        | Ergebnis |                    |
| -------------------- | ---------------------- | -------- | ------------------ |
| 27.04.1994 17:00 Uhr | FK Viktoria Žižkov     | 4:0      | FC Viktoria Pilsen |
| 27.04.1994 17:00 Uhr | AC Sparta Prag         | 1:0      | TJ Bohemians Prag  |
| 27.04.1994 17:00 Uhr | SK Slavia Prag         | 2:1      | SK Sigma MŽ Olmütz |
| 27.04.1994 17:00 Uhr | FC Baník Ostrava Tango | 2:1      | FC Boby Brünn      |

## Halbfinale
| Datum                |                        | Ergebnis |                |
| -------------------- | ---------------------- | -------- | -------------- |
| 11.05.1994 17:00 Uhr | FK Viktoria Žižkov     | 3:1      | SK Slavia Prag |
| 11.05.1994 17:00 Uhr | FC Baník Ostrava Tango | 0:2      | AC Sparta Prag |

## Finale
| Paarung            | AC Sparta Prag – FK Viktoria Žižkov |
| Ergebnis           | 2:2 n. V. (1:1), 5:6 i. E. |
| Datum              | 13. Juni 1994 um 16:30 Uhr |
| Stadion            | Stadion Evžena Rošického, Prag |
| Zuschauer          | 7.011 |
| Schiedsrichter     | Petr Mádl |
| Tore               | 1:0 Gunda (38.), 1:1 Trval (78.), 2:1 Kostelník (103.), 2:2 Trval (120.) Elfmeterschießen: Sparta Prag 1 Jozef Chovanec Zdeněk Svoboda Václav Budka Peter Gunda Jozef Kostelník Pavel Nedvěd Jiří Novotný Jozef Kožlej Viktoria Žižkov 1 Miloslav Kordule Petr Holota Jozef Majoroš Petr Gabriel Michal Petrouš Daniel Mašek Marek Trval Jiří Časko |
| AC Sparta Prag     | Petr Kouba – Michal Horňák (63. Jozef Kostelník), Jozef Chovanec, Jan Sopko, Peter Gunda – Zdeněk Svoboda, Jiří Novotný, Václav Budka, Pavel Nedvěd – Jozef Kožlej, Martin Frýdek Cheftrainer: Karol Dobiáš |
| FK Viktoria Žižkov | Oldřich Pařízek – Miloslav Kordule, Jiří Časko, Tibor Notin – Michal Petrouš, Jozef Majoroš, Michal Bílek, Petr Holota, Petr Gabriel – Tibor Jančula (70. Marek Trval), Tomáš Krejčík (77. Daniel Mašek) Cheftrainer: Jiří Kotrba |